# 安德罗斯镇
安德罗斯镇（英語：Andros Town）是大西洋岛国巴哈马的一座城镇，也是安德罗斯岛的首府，由北安德罗斯负责管辖，2010年人口59人。
该地为安德罗斯镇国际机场的所在地。